# Tecniche del karate
Le tecniche del karate (空手道の技?, karate-dō no waza) consistono in una varietà di parate e colpi (pugni, calci e altri effettuati con varie parti del corpo), nonché diverse tecniche di proiezione, presa, leva e caduta, queste ultime normalmente riservate a karateka di livello avanzato.
Quasi tute le tecniche elencate di seguito possono essere eseguite ad altezza jōdan (上段? livello alto), chūdan (中段? livello medio) o gedan (下段? livello basso), oltre che migi (右? destra) o hidari (左? sinistra). Le tecniche variano a seconda dello stile di karate. Nelle arti marziali, colui che esegue la tecnica si chiama tori e colui che la riceve si chiama uke.

## Le cadute (ukemi waza)
Con ukemi (受け身? ricevere con il corpo) si indicano tutte le tecniche di caduta. La tecnica del cadere è destinata a ridurre al minimo l'impatto al quale è sottoposto il praticante sia quando cade spontaneamente, sia in seguito ad una proiezione. Se la caduta avviene successivamente a una spazzata, con il baricentro che rimane nella stessa posizione mentre si spostano le gambe, la caduta vedrà un movimento verso il basso in cui l'urto è attutito dalle braccia, dai fianchi e dalla schiena; se, viceversa, è il baricentro ad essere spostato alla caduta si aggiungerà un movimento rotatorio, risultando in una capriola:
- mae ukemi (前受け身? caduta anteriore),
- ushiro ukemi (後ろ受け身? caduta posteriore),
- yoko ukemi (横受け身? caduta laterale),
- mae mawari ukemi (前回し受け身? caduta anteriore con rotazione),
- ushiro mawari ukemi (後ろ回し受け身? caduta posteriore con rotazione),
- yoko mawari ukemi (横回し受け身? caduta laterale con rotazione).

## Posizioni (Tachi waza)
La parola tachi (立ち? posizione) indica il modo in cui sono disposti i piedi e le gambe durante una tecnica. Si possono dividere, generalmente, in posizioni alte, medie e basse, a seconda dell'altezza del baricentro:
- heisoku dachi (閉足立ち? posizione a piedi chiusi),
- musubi dachi (結び立ち? posizione unita),
- heikō dachi (平行立ち? posizione parallela),
- hachiji dachi (八字立ち? posizione a forma di otto),
- uchi hachiji dachi (内八字立ち? posizione a forma di otto verso l'interno),
- moroashi dachi (双足立ち? posizione su due piedi),
- sanchin dachi (三戦立ち? posizione del kata sanchin),
- teiji dachi (丁字立ち? posizione a forma di carattere tei),
- renoji dachi (レの字立ち? posizione a forma del karattere re),
- ippon ashi dachi (一本足立ち? posizione su un piede),
- hangetsu dachi (半月立ち? posizione del kata hangetsu),
- naihanchi dachi (ナイハンチ立ち? posizione del kata naihanchi),
- jigotai dachi (自護体立ち? posizione di autodifesa),
- sunsū dachi (スンスウ立ち? posizione del kata sunsū),
- moto dachi (基立ち? posizione di base),
- kosa dachi (交差立ち? posizione incrociata),
- han zenkutsu dachi (半前屈立ち? mezza posizione piegata in avanti),
- han kōkutsu dachi (半後屈立ち? mezza posizione piegata all'indietro),
- shiko dachi (四股立ち? posizione quadrata),
- zenkutsu dachi (前屈立ち? posizione piegata in avanti)
- kōkutsu dachi (後屈立ち? posizione piegata all'indietro)
- nekoashi dachi (猫足立ち? posizione con piede del gatto)
- fudō dachi (不動立ち? posizione inamovibile),
- iaigoshi dachi (居合腰立ち? posizione sedute dello iaidō).

## Tecniche di guardia (Kamae waza)
Ecco l'elenco
:
- Kumite no kamae: guardia normale/guardia da combattimento
- Sanchin no kamae (morote chudan uke): posizione di guardia con doppia parata media in sanchin dachi
- Uke no kamae (chudan uke): posizione di guardia con parata media
- Tsuki no kamae (gyaku/seiken tsuki): posizione di guardia con braccio teso a pugno (gyaku o oi)
- Kake uke no kamae: posizione di guardia con parata a gancio

## Tecniche di spostamenti (Ashi sabaki waza)
Ecco l'elenco
:
- yori ashi: avanzare con piede davanti
- oi ashi (oppure oy ashi fumikomi): avanzare con piede davanti e richiamare gamba dietro
- ayumi ashi: il piede dietro fa passo avanti (a semicerchio)
- hiki ashi: richiamo all'indietro di un piede oppure indietreggiare con tutti e due i piedi
- hiki ayumi ashi: richiamo all'indietro del piede in avanti e avanzare col piede dietro
- hiki oi ashi: richiamo all'indietro del piede davanti, fare passo avanti con l'altra gamba e poi richiamare in avanti la gamba dietro
- tsuri ashi (oppure suri ashi oppure tsugi ashi): la gamba che è dietro fa passo avanti e la gamba che ora si trova dietro, viene richiamata leggermente in avanti; la posizione di arrivo si chiama zuri ashi dachi
- tsuri komi ashi (a volte erroneamente chiamato Tsugi ashi): piede-spazza-piede
- tai sabaki: spostamento laterale del corpo
- ashi fumikae: cambio guardia sul posto
- hiraki-yose-ashi: spostamento laterale lineare
- hiraki-kosa-ashi: spostamento laterale incrociato
- kosa dachi: spostamento incrociando i piedi (due varianti: appoggiato e semi-appoggiato)
- Mawatte: Inversione a 180 gradi su se stessi (Voltarsi per fronteggiare un avversario alle spalle)

## Le tecniche di parata (Uke waza)
Il tradizionale significato del karate si esprime al meglio nelle tecniche di difesa: proteggere sé stessi è vero budō; non a caso la prima tecnica di tutti i kata è una parata. Nelle arti marziali infatti ogni attacco deve essere definitivo: è quindi comprensibile che la tecnica definitiva assuma un'importanza vitale,  l'applicazione corretta di un bloccaggio deve essere tale da mettere in difficoltà l'attaccante e perché ciò avvenga è necessario attenersi ad una serie di regole: innanzi tutto occorre valutare distanza, forza e direzione dell'attacco e reagire muovendo un solo braccio o tutti e due (awase, morote e juji) in modo sufficiente a proteggersi; a seconda della zona che subisce l'attacco, le tecniche di difesa fondamentali si distinguono in parate al viso (jodan-uke), al tronco (chudan-uke) e verso il basso (gedan-uke); di norma ognuna di queste azioni deve essere seguita da un forte contrattacco che neutralizzi l'avversario.
La parata non consiste semplicemente in un movimento del braccio ma deve poter sfruttare la forza di tutto il corpo, è perciò necessario assumere una posizione stabile e bassa per usufruire dell'energia di reazione generata dalla pressione dei piedi al suolo, tale energia viene incrementata dalla rotazione delle anche e, attraverso la contrazione addominale e del fianco, indirizzata sul punto d'impatto; la corretta posizione del gomito rispetto al corpo è condizione essenziale per l'efficacia della tecnica: se il braccio è disteso la parata si indebolisce, se è raccolto si riduce la garanzia della distanza.
Un'esecuzione corretta impone che il polso ruoti velocemente al momento del contatto per allontanare l'attacco avversario; contemporaneamente si esegue una rapida espirazione che mobilita la massima energia interna a supporto della tecnica (kime). Una stessa difesa può essere applicata con finalità e intenzioni diverse a seconda delle circostanze: è possibile impiegare forza in quantità appena sufficiente per deviare l'attacco oppure utilizzare tutta la potenza per colpire il braccio dell'attaccante, infliggendogli un danno e scoraggiandolo dall'intenzione aggressiva così come è possibile utilizzare la tecnica per sbilanciare l'avversario o per guadagnare la distanza di sicurezza. Eseguendo una tecnica difensiva si deve aver cura di non eccedere nei movimenti evitando quindi di parare più del necessario, l'apertura nella guardia e lo sbilanciamento del corpo che ne derivano rendono difficile coordinare una tecnica successiva rapida ed efficace.
Il momento più opportuno per applicare la parata è determinato dal ritmo del combattimento e dalla distanza tra i contendenti, in ogni caso è meglio agganciare l'attacco prima che si sviluppi completamente: infatti nella fase finale la tecnica offensiva acquista velocità e viene indirizzata con precisione e profondità dalla rotazione della mano, inoltre, la determinazione psichica e la contrazione muscolare ne rendono difficile il bloccaggio.
Tutti i principi esposti devono trovare applicazione nelle situazioni reali, anche se in questi casi non si impiega necessariamente la forma fondamentale; quando l'attacco giunge inaspettato, la parata deve essere ugualmente efficace qualunque sia la posizione del difensore: tardare, nel tentativo di assumere la postura fondamentale, potrebbe in questo caso rivelarsi pericoloso.
Per salvaguardare la propria incolumità la scelta di tempo e la risposta istintiva diventano essenziali. È indispensabile instaurare un feeling con l'aggressore, dirigendo lo sguardo ai suoi occhi, concentrare l'attenzione sul viso dell'avversario offre la possibilità di intuirne le mosse, infatti il momento dell'esecuzione viene tradito da variazioni più o meno accentuate delle espressioni del volto: per cui distogliere lo sguardo o chiudere gli occhi, anche solo per un istante, durante un combattimento, crea una condizione di assoluta inferiorità negando al difensore il tempo per la giusta reazione.
Ecco l'elenco
:
- jodan uke (oppure age uke): parata alta
- chudan uke: parata media
- gedan uke (oppure gedan barai uke): parata bassa (diretta)
- gedan barai otoshi uke: parata bassa (circolare)
- jodan shita barai: in contemporanea una parata alta e una parata bassa
- chudan shita barai (oppure yoko uke oppure yoko shita barai oppure joge uke): in contemporanea una parata media e una parata bassa
- hiji uke: parata con il gomito
- ude uke: parata con l'avambraccio
- shōtei uke 掌底受け: parata con l'osso del palmo della mano
- shuto uke: parata col taglio esterno della mano
- kakuto uke: parata con il polso
- sukui uke: parata raccolta/scodellare/a cucchiaio
- katate sukui uke: parata raccolta laterale
- mawashi uke: parata circolare a due braccia
- soe uke: parata rinforzata
- morote (chudan) uke: doppia parate media
- kosa uke (oppure juji uke oppure jiji uke): parata incrociata a mani chiuse (esiste la variante a mani aperte che di solito si chiama osa uke)
- osae uke: parata con il palmo a schiaffo
- ura uke (oppure hura uke oppure tekubini): parata rovesciata
- kake uke: parata a gancio (ne esistono due: variante diretta e indiretta)
- morote kake uke: doppia parata a gancio
- cho uke: doppia parata laterale (due varianti: 1. Alta a gomito; 2. Alta e bassa)
- nagashi (流し) uke: parata alta laterale col palmo
- otoshi uke: parata dall'alto verso il basso
- uchi uke: parata con l'avambraccio; si divide in 4 tipi a seconda delle parti dell'avambraccio che impattano:
  - uchi kote (小手)  uke: parata con la parte bassa del braccio che a girare lo porta verso il taglio interno del braccio; è la parata più comune delle 4 e spesso viene chiamata erroneamente soltanto "uchi uke".
  - uchi omote (表)  kote uke: parata con il taglio esterno del braccio (parata diretta simile al chudan uke)
  - uchi ura kote uke: parata con il taglio interno del braccio
  - uchi se kote uke: parata con la parte alta del braccio
- seryuto uke: mano a sciabola, simile al tensho uke, ma si colpisce solo con la parte esterna dell'osso
- sokutei (mawashi) uke: parata con il calcio (taglio interno del piede) chudan dall'esterno all'interno
- sokutei osae uke: parata pressante in avanti con il taglio interno del piede (o con la pianta) del piede
- yama uke: parata della collina
- kogan uke: parata di partenza che si esegue gedan con entrambe le mani aperte e una sopra all'altra
- hiza uke: parata col ginocchio
- soto uke: parata esterna (si può fare jodan o chudan)
- haiwan morote uke jodan: doppia parata alta (vedi kata Sepai)
- manji uke: gedan uke col braccio davanti e uchi uke jodan (o soto uke jodan) col braccio dietro

## Le tecniche di colpo (Tsuki waza)
Le armi del karate sono costituite dalle varie parti del corpo umano, poiché karate significa proprio combattimento a mani nude, cioè senza armi. Viene impiegata qualsiasi zona di esso che possa risultare efficace sia per la difesa che per l'attacco. Fra tutte queste possibilità di scelta, la più classica e frequentemente usata è la mano.
Essa può essere aperta ('kaishō) o chiusa (ken) oppure con il pugno chiuso è la nocca del medio sporgente (nakadaka-ken), soprattutto per alcuni stili; per formare il pugno occorre piegare le quattro dita contro il palmo e serrare fortemente il pollice sull'indice e sul medio, la zona del pugno che si utilizza per colpire è formata dalle nocche dell'indice e del medio (seiken), il polso deve essere forte e contratto, la potenza del braccio deve fluire secondo una linea retta dal gomito fino al bersaglio.
Nella realtà un pugno può essere considerato una tecnica di karate solo se la sua efficacia ha origine da una posizione del corpo ben salda al terreno che permetta di sfruttare al meglio la reazione verso l'alto che si ottiene applicando una pressione al suolo, l'energia così prodotta attraversa tutto il corpo secondo un percorso determinato fino a sfociare sul punto d'impatto la prima tappa di questo cammino sono le anche: una tecnica può essere definitiva solo se la rotazione dei fianchi viene sfruttata completamente, tanto più rapida è la rotazione tanto più veloce risulta la tecnica finale. Il principio su cui si basa la rotazione è lo stesso della molla: più strettamente viene avvolta, maggiore è la forza che sprigiona quando viene rilasciata, ruotare le anche in direzione del bersaglio è come liberare una molla precedentemente avvolta, la velocità di esecuzione è di importanza fondamentale essendo, con il peso, elemento determinante della potenza totale ottenibile.
Il movimento richiesto nelle tecniche di karate non è quello che può spostare lentamente un oggetto pesante, bensì quello che può penetrare un corpo ed andare oltre ad esso grazie all'estrema velocità raggiunta dal pugno, durante l'esecuzione occorre ruotare l'avambraccio, ciò garantisce la direzione della tecnica e permette una maggiore penetrazione della mano sulla superficie.
Le parti del corpo chiamate in causa dall'esecuzione di un pugno di spinta (tsuki) non devono mai contrarsi per fare in modo che non vi sia un ritorno neppure minimo della forza impiegata; in ogni caso la potenza accumulata al momento culminante deve essere immediatamente liberata per prepararsi all'azione successiva.
È evidente che non occorre possedere una grande forza muscolare per eccellere nelle arti marziali, ma occorre comprendere ed applicare una certa quantità di principi fisici attraverso un allenamento quotidiano per intraprendere quel percorso che ha come risultato la tecnica definitiva che distingue le arti marziali da tutti gli altri sport di combattimento.
Ecco l'elenco
:
- oi seiken tsuki (oppure seiken tsuki oppure oi tsuki): pungo dallo stesso lato della gamba; si colpisce con le nocche dell'indice e del medio
- gyaku seiken tsuki (oppure gyaku tsuki): pugno dal lato opposto della gamba; si colpisce con le nocche dell'indice e del medio
- kizami seiken tsuki (oppure kizami tsuki): pugno improvviso/esplosivo dal lato della gamba che è già davanti (la quale fa un leggero yori ashi);  va fatto come l'oi seiken tsuki, però con più affondo e più lungo; si colpisce con le nocche dell'indice e del medio
- ren tsuki: due pugni medi alternati
- sanbon tsuki: tre pugni; il primo al viso, gli altri due medi
- yoko tsuki: pugno laterale
- tate tsuki: pugno con mano dritta
- testui uchi (oppure tettsui): pugno a martello
- tetsui otoshi uchi: pugno a martello dall'alto verso il basso (di solito si fa chudan)
- mawashi tetsui uchi: pugno a martello circolare (due varianti: 1.dall'interno all'esterno; 2.dall'esterno all'interno)
- morote tsuki (oppure yama tsuki): due pugni in contemporanea, uno alto, l'altro medio
- morote heiko tsuki (oppure morote tsuki): due pugni medi paralleli in contemporanea
- ura uchi ken tsuki (oppure ura uchi tsuki): pugno rovesciato diretto
- yoko ura uchi ken tsuki (oppure uraken tsuki): pugno rovesciato laterale
- age tsuki: pugno dal basso verso l'alto
- kagi tsuki: pugno ad uncino
- ippon ken tsuki: pugno con la seconda nocca dell'indice
- nakadaka ippon ken tsuki: pugno con la seconda nocca del dito medio
- mawashi tsuki: pugno circolare
- furi uchi ken tsuki (oppure furi uchi): pugno roteato
- shita tsuki: pugno rovescio
- soe tsuki: pugno rinforzato

## Le tecniche di percossa e tecniche a mano aperta (Uchi waza e/o Ate waza)
Oltre a calci e pugni, esistono altri tipi di colpi (uchi o ate), effettuati con altre parti del corpo, come i gomiti (enpi o hiji), le ginocchia (hitt)ui il dorso del pugno (uraken), i palmi (teisho), il taglio esterno della mano (shuto), il taglio interno della mano (haito), ecc.
A differenza dei pugni, che sono penetranti, ma lenti, le tecniche di percossa sono colpi molto rapidi e dirompenti.
Ecco l'elenco
:
- haishu uchi: colpo col dorso della mano
- haito uchi:  colpo con il taglio interno della mano
- shuto/shito uchi (dall'interno all'esterno): colpo con il taglio esterno della mano
- shuto/shito uchi (dall'esterno all'interno): colpo con il taglio esterno della mano
- tensho ate (oppure teisho oppure teysho): colpo con l'osso del palmo della mano
- morote tensho ate (si può fare con le mani centrali o con una mano a destra e l'altra a sinistra): doppio colpo con l'osso del palmo della mano
- seryuto ate: mano a sciabola, simile al tensho ate, ma si colpisce solo con la parte esterna dell'osso
- nukite tsuki (oppure shihon nukite): colpo a mano aperta con le punte delle dita (la posizione della mano cambia a seconda se è jodan o chudan)
- ippon nukite tsuki: colpo con la punta dell'indice
- washide: colpo a becco d'aquila: a mano chiusa con le punte delle dita
- gantsu bushi (oppure nihon nukite oppure yubi basami tsuki): colpo agli occhi con le punte dell'indice e del medio
- kumade: colpo a zampa d'orso
- kaikoken tsuki: pugno dritto che impatta con le falangine (la posizione della mano cambia a seconda se è jodan o chudan)
- hira ken tsuki: pugno rovescio che impatta con le falangine
- kakuto ate: colpo con il polso
- keito/keyto tsuki: colpo a becco di gallina (con la base del pollice)
- koko ate: colpo a morso di tigre alla gola
- shikyo ate: colpo alla gola e ai linfonodi

### Alcuni tipi di tecniche di gomito (Hiji waza o Enpi waza)
Gomito si può dire hiji oppure enpi.
Ecco l'elenco
:
- mae hiji ate: gomitata in avanti
- mawashi hiji ate: gomitata circolare
- otoshi hiji ate: gomitata dall'alto verso il basso
- age hiji ate: gomitata dal basso verso l'alto
- yoko hiji ate: gomitata laterale
- ushiro hiji ate: gomitata all'indietro
- tate hiji ate: gomitata in avanti a braccio rovescio dal basso verso l'alto (vedi kata Seienchin)
- morote mae hiji ate: doppia gomitata in avanti
- morote ushiro hiji ate: doppia gomitata all'indietro

### Alcuni tipi di tecniche di testa (Atama waza)
Ecco l'elenco
:
- zuzuki (oppure zu zuki oppure zu tsuki oppure atama uchi oppure hitai uchi): testata in avanti
- yoko zuzuki: testata laterale
- ushiro zuzuki: testata all'indietro

## Tecniche di calcio (Keri waza)
Ecco l'elenco
:
- mae geri: calcio frontale diretto a denti di tigre (o con la pianta)
- gedan geri: calcio basso col dorso del piede
- kekomi geri: calcio a spinta dall'alto verso il basso
- mae geri kekomi: calcio frontale diretto a spinta a denti di tigre (o con la pianta)
- mawashi geri: calcio circolare a denti di tigre (o con il dorso)
- mae tobi geri: calcio frontale saltando
- ura mawashi geri: calcio circolare rovescio, si colpisce con la pianta del piede
- uchi mawashi geri: calcio circolare rovescio, si colpisce col tallone
- ushiro geri: calcio diretto all'indietro (si può fare con la gamba davanti o con quella dietro)
- ushiro ura mawashi geri: calcio circolare all'indietro
- sokuto geri (oppure yoko geri): calcio col taglio esterno del piede
- ushiro sokuto geri (oppure ushiro yoko geri): calcio all'indietro col taglio esterno del piede
- hiza geri: ginocchiata in avanti
- hiza ate: ginocchiata dal basso verso l'alto (nell'eseguire la tecnica, di solito con le mani si prende la testa dell'avversario e la si porta al ginocchio)
- kansetsu geri (oppure fumikomi geri): calcio basso all'articolazione fatto col taglio esterno del piede
- nidan geri:  doppio calcio saltando (uno gedan col dorso e l'altro jodan a denti di tigre)
- shito geri: calcio basso con l'alluce all'insù che impatta (si può impattare non solo con l'alluce, ma anche con tutte le dita: in questo caso assume il nome di tsumasaki geri)
- kakato mae geri: calcio frontale col tallone
- otoshi kakato geri: calcio dall'alto al basso col tallone (di solito lo si fa gedan, perché per farlo jodan bisogna essere capaci di fare la spaccata da in piedi)
- ushiro kakato geri: calcio all'indietro col tallone
- mae-ashide sandan geri: tre calci mae geri, uno gedan, uno chudan e uno jodan con la stessa gamba

## Tecniche di proiezione (Nage waza) e tecniche di controllo (katame waza)
Come scrive Funakoshi nel "Karate-do Kyohan": il karate potrebbe essere intesa come un'arte "dura". Ma il duro comprende il morbido e il morbido comprende il duro. Per questo motivo, per lo studio complessivo della realtà del combattimento, nel karate sono studiate anche tecniche di proiezione, spazzate, bloccaggi e leve articolari. Le Nage waza, tuttavia, differiscono per finalità da quelle del Judo o dell'Aikido. Se i primi due tendono a "lanciare" l'avversario, le tecniche di corpo a corpo del karate mirano a "sgretolare" l'avversario sul suo centro per renderlo inoffensivo e finirlo con tecniche di colpo.
Invece le tecniche di controllo (katame waza) si dividono in 3 sottogruppi:
- le tecniche di immobilizzazione (osae komi waza);
- le tecniche di strangolamento (shime waza);
- le tecniche alle articolazioni (kansetsu waza).

### Alcune tecniche di proiezione, leve articolari e strangolamenti
Tecniche comuni a tutti gli stili:
- De Ashi Barai
- Ō Soto Gari
- O-Goshi
- Seoi Nage
- Tai-Otoshi
- Uchi-Mata
- Harai Goshi
- Uki-Otoshi
- O-Soto-Guruma

## Tecniche di combattimento a terra (Ne waza) e prese (Tori waza)
Le Ne-waza sono le tecniche di combattimento a terra: comprendono, fra le altre cose, immobilizzazioni, leve articolari e strangolamenti.
Le prese (dette Dori waza o Tori waza) invece sono tutte quelle tecniche che si eseguono facendo una presa su una parte del corpo dell'avversario o sui suoi vestiti. Tutte le prese vengono chiamate con il nome della parte afferrata, seguita dalla parola dori o tori (es.: presa al gomito = hiji dori).

## Tecniche di spazzata (Harai waza)
Per certi versi le spazzate rientrano nel gruppo delle tecniche di proiezione.
Ecco l'elenco
:
- ashi barai: spazzata sul piede davanti
- de ashi barai: spazzata a portar via e/o sul piede in avanzamento e/o sul piede dietro
- ushiro ashi barai: spazzata all'indietro
- ushiro mawashi ashi barai: spazzata circolare all'indietro (si esegue a terra)
- nami ashi: spazzata circolare media dall'interno all'esterno (serve a portare via la guardia)

## Perché a piedi nudi
Un fatto importante nel karate è il fatto di stare a piedi nudi nello svolgere la lezione, questo ha motivazioni tecniche e formali, risponde ad esigenze pratiche ed è volto al conseguimento della massima efficacia.
Ragioni fisiche: il piede è ricco di ricettori tattili che permettono di conoscere la conformazione del suolo senza interventi della vista; la struttura ossea del piede è arcuata così da restare parzialmente sospesa sul piano di appoggio.
L'adattamento alle caratteristiche del suolo viene avvertito dai recettori di tensione dei tendini e delle articolazioni: il corpo risponde così alla percezione dell'inclinazione e della direzione di pendenza, adeguandosi alle mutevoli necessità dello stare eretti. Fare karate significa anche imparare a flettere, estendere e ruotare il piede, adattandolo al fine di ottenere un impatto efficace sul bersaglio.
Un'altra delle ragioni che chiariscono perché i praticanti di karate tradizionale non usino protezioni ai piedi affonda le sue radici nel passato, quando i samurai divennero imbattibili nell'uso della spada, si chiesero cosa sarebbe stato di loro se fossero stati sorpresi disarmati. Di qui la necessità di imparare ad usare il corpo come un'arma e vennero sviluppate le prime tecniche a mano nuda: la loro evoluzione e quella delle forme di lotta che in esse si fusero, portò alla codificazione di sistemi di combattimento a mano disarmata sempre più complessi che scaturirono nel JūJutsu, nel Jūdō, nell'aikidō e nel karate (giapponese).
Lo stare a piedi nudi è un segno di umiltà, rispetto e di volontà di affrontare l'allenamento con la mente vuota dalle preoccupazioni quotidiane.